# ريتشارد جولي
ريتشارد جولي (بالإنجليزية: Richard Jolly)‏ هو اقتصادي بريطاني، ولد في 30 يونيو 1934 في هوف في المملكة المتحدة.